# 德国工会联合会
德国工会联合会（德語：Deutscher Gewerkschaftsbund，缩写为DGB）是德国最大的单一性工会组织的联合总会。由八个成员工会组成，在德国境内拥有约六百万工会会员。覆盖了所有行业和经济领域。
该工会始终奉行单一工会原则，即政治中立。它向所有劳动者开放，无论其政治、宗教或其他世界观信仰如何。这一取向源于魏玛共和国和纳粹独裁统治时期先前工会的经验。在1933年之前，各工会互相竞争，从而削弱了与即将兴起的纳粹主义作斗争的力量。
德国工会联合会的执行联邦委员会设在柏林。执行联邦委员会的成员包括主席雅斯门·法希米、副主席Elke Hannack以及Stefan Körzell和Anja Piel两位董事成员。
德国工会联合会代表八个成员工会与政府决策者、政党和组织在联邦、州和市政府层面上沟通并维护其利益。工会联合会具有联邦结构：包括9个区域、59个地区和347个县市协会。DGB协调工会的各项活动，包括在政治机构、德国联邦议会或各州议会听证会上代表工会利益，以及组织活动，例如劳动节（5月1日）等。
近年来，德国工会联合会通过各种行动和活动推动引入法定最低工资或供应链法律。此外，该组织在政治辩论中提出了各种政策主张，涵盖了劳动力市场、养老金、医疗保险、妇女与性别平等政策、劳动世界转型以及税收和财政政策等各个领域。
每四年，来自八个成员工会的代表在德国工会联合会联邦大会上决定德国工会联合会的政治目标。最近一次的联邦大会于2022年在柏林举行。在主席选举中，雅斯门·法希米以93.23%的选票当选为新一任主席，接替自2014年担任该职位的Reiner Hoffmann。
德国工会联合会在欧洲工会联合会（ETUC）和国际工会联合会（ITUC）层面上开展国际合作，并代表德国工会运动参与国际机构，如欧盟和联合国。然而，其中也有未加入联合会的独立工会（详见：德国工会列表 （页面存档备份，存于））。

## 外部連結
- 官方网站 （页面存档备份，存于） （页面存档备份，存于）